# Koung-Khi
Koung-Khi ist ein Département der Region Ouest in Kamerun.
Auf einer Fläche von 353 km² leben nach der Volkszählung 2001 121.794 Einwohner. Die Hauptstadt ist Bandjoun.

## Gemeinden
- Bayangam
- Bandjoun
- Demding